# 알레산드로 파르네세 (추기경)

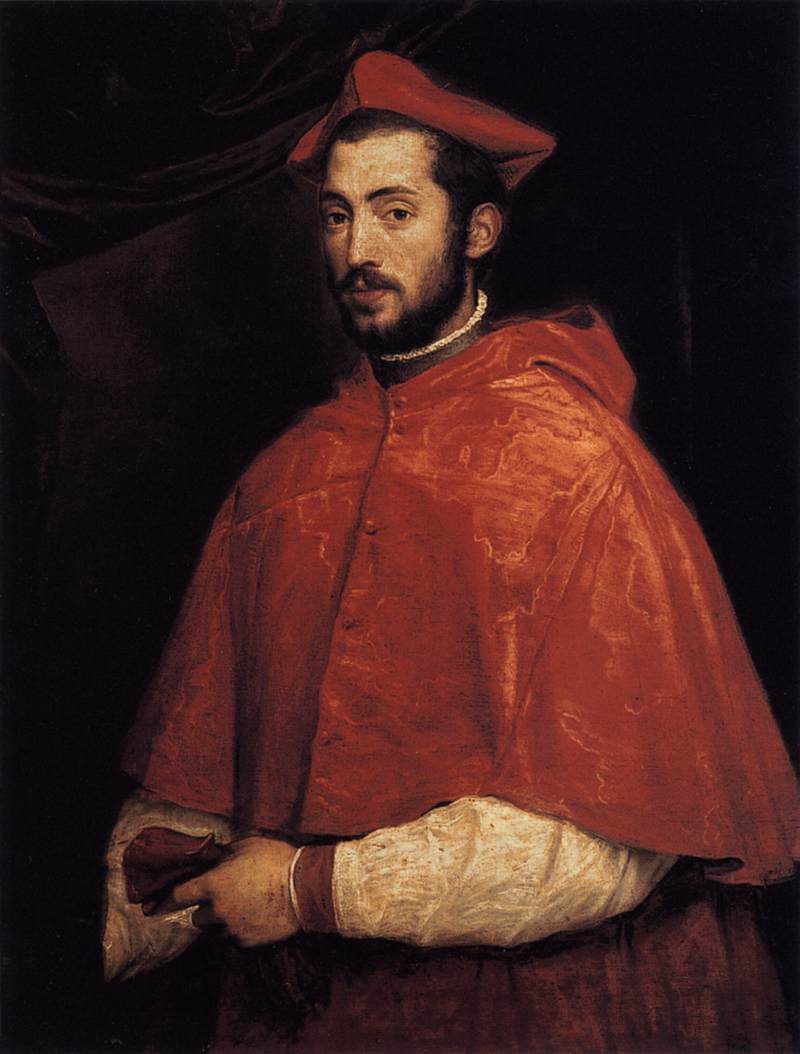
알레산드로 파르네세, 티치아노 베첼리.

알레산드로 파르네세 일 조바네(이탈리아어: Alessandro Farnese il Giovane, 1520년 10월 5일 - 1589년 3월 2일)는 이탈리아인 추기경이자 외교관, 예술의 후원자인 동시에 수집가이다. 그는 교황 바오로 3세(또한 이름도 같은 알레산드로 파르네세)의 손자이자 1547년에 살해당한 초대 파르마 공 피에르 루이지 파르네세의 아들이다.

## 일대기
발렌타노(지금의 비테르보 현)에 태어난 그는 볼로냐에서 공부했으며 파르마 교구의 행정관으로 임명되었다. 1534년 12월 18일 그는 교황 바오로 3세에 의해 산탄젤로 직함의 부제급 추기경으로 서임되었다. 알레산드로 파르네세는 신성 로마 제국 교회의 부대법관, 티볼리의 장관, 산타 마리아 마조레 대성전의 주임 사제, 성 베드로 대성전의 주임 사제, 아비뇽의 행정관 등 기타 다른 많은 관직과 성직록을 받았다. 1536년에 그는 몬레알레의 주교가 되었으며 1552년에는 그곳에 예수회 대학을 세웠다. 1538년에는 마사의 교구장, 1553년에는 투르와 카오르의 대교구장이 되었다. 1580년에는 베네벤토의 교구장, 오스티아의 주교급 추기경, 추기경회의의 수석 사제 등이 되었다.
또한 그는 교황특사가 되어 끊임없이 서로 적대한 신성 로마 제국의 카를 5세와 프랑스의 프랑수아 1세를 중재하여 두 사람 사이에 평화를 가져왔다. 1546년에 그는 슈말칼덴 동맹을 배척한 카를 5세를 지원하기 위해 교황군을 이끌었다. 1580년의 콘클라베에서 그는 교황직의 강력한 후보자가 되었지만 낙선하고 말았다. 한편 건축 사업에 몰두하였던 파르네세 추기경은 로마에 제수 성당, 빌라 파르네세, 파르네세 궁전과 같은 건물들을 짓거나 성당들의 보수를 지휘하였다.
수집가이기도 했던 알레산드로 파르네세는 개인적으로 고대 이래의 로마 조각물들을 모아 정리하는 작업을 실행하였다. 이것들은 부르봉-파르마 왕들이 상속받았다가 넘어간 뒤 오늘날에는 대부분이 나폴리에 있다. 그는 또한 살아있는 예술가들의 훌륭한 후원자이기도 했다. 그는 티치아노, 미켈란젤로, 라파엘로가 그린 중요한 그림들을 소장하였다.
알레산드로 파르네세는 1589년에 예순아홉 살의 나이에 선종하였으며, 시신은 제수 성당의 중앙 제대 앞에 묻혔다.